# 白玉雅己
白玉 雅己（しらたま まさみ、1974年4月27日 - ）は、日本のシンガーソングライター、ベーシスト。元ポルノグラフィティメンバー。旧芸名はインディーズ期に使用していた「玉」、1999年から2001年にかけて使用していた「シラタマ」、2002年から2016年にかけて使用していた「Tama」。

## 人物
広島県因島市（現・尾道市）出身。弓削商船高等専門学校中退（三年次修了）。アン・ミュージック・スクール京都校（現・スクール・オブ・ミュージックプラン）に入学し1年間学ぶ（学校は2年制）。血液型はO型。身長173cm。体重64kg。
ポルノグラフィティの新藤晴一は、保育園時代と小・中学校時代の同級生である。
2004年、一般女性と結婚。翌2005年、第一子誕生。2010年以降は事実上の活動休止状態であったが、2019年にTwitterアカウントを開設とともに復帰。現在は本名である「白玉雅己」名義で活動している。
ポルノグラフィティを脱退しているが、不仲による脱退ではないため、脱退後も現メンバーとの交流は続いている模様で、2017年10月17日の本間昭光のx（旧Twitter）の写真に岡野昭仁と登場し、更には2024年4月3日には新藤晴一のx（旧Twitter）に昭仁とともに登場し、久々の3ショットが実現した。

## 略歴
- 1974年、広島県因島市（現・尾道市）に生まれる。
- 1994年、大阪にてバンド活動開始。アン・ミュージック・スクール京都に通い音楽を学ぶ。実技担当　石橋敬一。
- 1997年、SME及びアミューズと契約、東京に活動拠点を移す。
- 1999年 9月8日、ポルノグラフィティとして「アポロ」でメジャー・デビュー。
- 2000年
  - 作曲した「サボテン」がオリコンチャートで1位を獲得。
  - NHK『第51回NHK紅白歌合戦』に初出場（演奏曲は「サウダージ」）。
- 2001年
  - エフティ資生堂「ティセラ・トコナッツ・ココナッツ」のCMに出演。
  - メンバーがそれぞれアーティスト名を変更したように、自身も「シラタマ」から「Tama」へ変更。
- 2002年
  - 作曲した「Go Steady Go!」がNHK『2002 FIFAワールドカップ』イメージソングになる。
  - NHK紅白歌合戦出場。
- 2003年
  - 作曲した「渦」がテレビ朝日系ドラマ『スカイハイ』主題歌になる。
  - 作曲した「ラック」がオリコン初登場1位を獲得。
- 2004年
  - 6月22日、「自身の追求」のため脱退を表明。7月発売のベストアルバムを最後にポルノグラフィティを離れる。
  - 9月、一般人女性と結婚。
  - THE THRILLのトランペッター、rieのアルバム『-blue-』に参加。
- 2005年
  - 12月21日、ソロデビューアルバム『Great Pleasure』を発売。
  - 12月24日、1stソロ・ライブ『Tama/Great Pleasure Night』を新宿コマ劇場にて開催。
- 2006年
  - 11月1日、1stシングル「Metal Cool」発売。
  - 12月20日、『The songs for DEATH NOTE the movie 〜the Last name TRIBUTE〜』に参加。
- 2007年
  - 3月1日、メールマガジンサービス『Tama Hot News』の配信がスタート。
  - 4月8日、FM FUJIにてラジオ番組『BACK TO WILD』開始。
- 2009年
  - 9月8日、デビュー10周年を迎える。
  - 10月28日、ベストアルバム『SUPER SESSIONS -Best of 2005〜2009-』発売。
- 2010年
  - 3月31日、フリーウェイハイハイの3rd Album『君の好きな歌』にアレンジ・プロデュースで参加。
- 2019年
  - 1月30日、「白玉雅己」名義でTwitterアカウントを開設。
  - 3月13日、やなわらばーの11th Album『うりずんの歌』収録の「2人なら」「未来図」「羽ばたき」の3曲にベーシストとして参加[4]。
  - 4月29日、ポンすけのライブにゲスト出演。
  - 7月10日、女優・高田夏帆の1stシングル「大航海2020 ～恋より好きじゃ、ダメですか？ver.～」に編曲家・ベーシストとして参加。
  - 9月8日、デビュー20周年を迎える。
  - 9月22日、YouTubeチャンネルを開設。
- 2020年
  - 9月14日、ポンすけ（小畑ポンプ、ただすけ）らと配信ライブ『タマ＋タイチ＋ポンすけ』を開催。
  - 12月16日、声優・大橋彩香の3rd Album『WINGS』収録のリード曲「START DASH」の編曲を担当（共同アレンジ）。
- 2021年
  - 2月17日、初の配信アルバム『HEALING & FUN BASS』を発売。
  - 3月10日、配信ソロライブ『白玉雅己  HEALING & FUN LIVE!』 を開催。

## 使用機材

### 楽器
- Fender Customshop 60's Jazz Bass /Dennis Galuszka (LPB)
- Fender Customshop Precision Bass /Jason Smith
- Fender Customshop Active Jazz Bass (NAT)
- Fender Custom Classic Jazz Bass V

### アンプ
- Ampeg B-15R

## ディスコグラフィ

### シングル
1. Metal Cool （2006年11月1日） ※初回盤のみLIVE招待ハガキ封入
2. ホンノウ （2007年5月23日） ※初回盤のみオリジナルステッカー封入

### アルバム
1. Great Pleasure （2005年12月21日） ※初回盤のみPVと特典映像を収録したDVD付
  - Tama本人はベース、トランペット、ギター、コーラスを担当した。
  - アレンジャーに井上ヨシマサや福富幸宏を迎えた。
  - SOUL'd OUTのDiggy-MO'とBro.HiによるEmcees Premium Extra(通称E.P.E)と、wyolicaのヴォーカルであるazumiが参加。
2. Natural Born （2007年6月20日） ※初回盤のみPVと2nd Liveのダイジェスト、特典映像を収録したDVD付
  - 全曲の作詞作曲、ボーカルを担当した初のフルアルバムである。
  - HIGH and MIGHTY COLORのユウスケ、FLOWのKOHSHI、Skoop On SomebodyのTAKEがゲストボーカルとして参加。
3. SUPER SESSIONS -Best of 2005〜2009- （2009年10月28日）

### ミニアルバム
1. !LOUD! （2008年1月23日）
2. !SHOUT! （2008年5月21日）

### 配信アルバム
1. HEALING & FUN BASS（2021年2月17日）

### 参加作品
- rie 『-blue-』 （2004年11月10日） - 10曲目『SHANDRA』 ベース演奏 ※レコーディングは2002年
- フリーウェイハイハイ 『君の好きな歌』 （2010年3月31日） - 『湘南ラブストーリー』『Final Answer?』『僕らがここから始める理由』 アレンジ・プロデュース

### ポルノグラフィティ時代の作曲作品
| 曲名                             | 収録作品                                     | 備考 |
| -------------------------------- | -------------------------------------------- | --- |
| ジレンマ                         | シングル「ヒトリノ夜」                       | ポルノグラフィティのライブでアンコールのラスト1曲となっていた。                                                                     |
| Jazz up                          | アルバム『ロマンチスト・エゴイスト』         | インディーズ時代から存在している楽曲。                                                                                              |
| ライオン                         | アルバム『ロマンチスト・エゴイスト』         | インディーズ時代から存在している楽曲。                                                                                              |
| デッサン#1                       | アルバム『ロマンチスト・エゴイスト』         | インディーズ時代から存在している楽曲。                                                                                              |
| ラビュー・ラビュー               | アルバム『ロマンチスト・エゴイスト』         | ラジオ限定で弾き語りヴァージョンが披露された。                                                                                      |
| PRIME                            | シングル「ミュージック・アワー」             | インディーズ時代から存在している楽曲で、ソロライブでセルフカバーしたこともある。作詞 アキヒト                                       |
| 冷たい手 〜3年8ヶ月〜            | シングル「サウダージ」                       | 「Search the best way」のアレンジ・歌詞違い。作詞 アキヒト                                                                          |
| Search the best way              | シングル「サウダージ」                       | ポルノグラフィティ在籍時に唯一の一部作詞/作曲を同時担当した作品。                                                                   |
| サボテン                         | シングル「サボテン」                         | シラタマ作曲による初のシングルA面曲。インディーズ時代から存在している楽曲。                                                         |
| ダイアリー 00/08/26              | シングル「サボテン」                         | 「大事になときにいつか演ろう」ということで作られた曲。                                                                              |
| サボテン Sonority                | シングル「サボテン」                         | 「サボテン」のアレンジ・歌詞違い。                                                                                                  |
| グァバジュース                   | アルバム『foo?』                             | |
| オレ、天使                       | アルバム『foo?』                             | 『ミュージックステーション』で披露されたこともある。                                                                                |
| 夜明け前には                     | アルバム『foo?』                             | 作詞 アキヒト |
| オレ、Cupid                      | 未音源化                                     | 「4th Live CIRCUIT "Cupid (is painted blind)"」で演奏された。                                                                       |
| 別れ話をしよう                   | シングル「アゲハ蝶」                         | |
| 幸せについて本気出して考えてみた | シングル「幸せについて本気出して考えてみた」 | Tama名義による初のシングルA面曲。                                                                                                   |
| 敵はどこだ?                      | アルバム『雲をも摑む民』                     | |
| ハート                           | アルバム『雲をも摑む民』                     | |
| ニセ彼女                         | アルバム『雲をも摑む民』                     | |
| ビタースイート                   | アルバム『雲をも摑む民』                     | 「5th LIVE CIRCUIT "BITTER SWEET MUSIC BIZ"」のツアータイトルの由来になった曲。『ミュージックステーション』で披露されたことがある。 |
| 夜はお静かに                     | アルバム『雲をも摑む民』                     | |
| Go Steady Go!                    | シングル「Mugen」                            | FIFAワールドカップNHK公式イメージソング。                                                                                           |
| 渦                               | シングル「渦」                               | テレビ朝日系ドラマ『スカイハイ』主題歌。                                                                                            |
| CLUB UNDERWORLD                  | アルバム『WORLDILLIA』                       | ファンクラブツアー「FUNCLUB UNDERWORLD」のツアータイトルの由来となった楽曲。                                                        |
| 素晴らしき人生かな?              | アルバム『WORLDILLIA』                       | 作詞 岡野昭仁 |
| 月飼い                           | シングル「メリッサ」                         | |
| ラック                           | シングル「ラック」                           | オリコン初登場1位を記録。 |
| Anotherday for "74ers"           | シングル「ラック」                           | |

### 編曲作品
| 曲名                                           | アーティスト名 | 収録作品                                                   | 備考 |
| ---------------------------------------------- | -------------- | ---------------------------------------------------------- | --- |
| 大航海2020 〜恋より好きじゃ、ダメですか?ver.〜 | 高田夏帆       | シングル「大航海2020 〜恋より好きじゃ、ダメですか?ver.〜」 | RCCテレビ開局60周年ドラマ『恋より好きじゃ、ダメですか?』劇中歌。原曲はユニコーンのアルバム『UC100V』に収録。 |
| START DASH                                     | 大橋彩香       | アルバム「WINGS」                                          | アルバムリード曲。共同アレンジ。                                                                             |

## ライブ活動
| 年     | 形態         | タイトル                                                 | 公演日           | 公演規模        | 会場                                                                       |
| ------ | ------------ | -------------------------------------------------------- | ---------------- | --------------- | -------------------------------------------------------------------------- |
| 2005年 | 単発ライブ   | 1st Solo Live "Tama/Great Pleasure Night"                | 12月24日         | 全1公演         | 新宿コマ劇場                                                               |
| 2006年 | 招待制ライブ | 2nd Live "Tama/Metal Cool Night"                         | 12月5日          | 全1公演         | SHIBUYA-BOXX                                                               |
| 2007年 | ライブツアー | 3rd Live Tour "Tama/Quattro Live Tour Natural Born Wild" | 6月28日- 7月4日  | 全国4都市 5公演 | 心斎橋CLUB QUATTRO、広島CLUB QUATTRO、名古屋CLUB QUATTRO、渋谷CLUB QUATTRO |
| 2008年 | 単発ライブ   | 4th Live "Tama/!LOUD!GIG!"                               | 3月11日- 3月13日 | 全国2都市 2公演 | 大阪LIVE SQUARE 2nd LINE、渋谷CHELSEA HOTEL                                |
| 2008年 | ライブツアー | 5th Live Tour "Tama/Live Tour 2008 !LOUD&SHOUT!"         | 7月3日- 7月6日   | 全国3都市 3公演 | 大阪Shangri-La、東京DAIKANYAMA UNIT、名古屋Electric Lady Land              |
| 2009年 | 単発ライブ   | 6th Live "Tama/One Night Special Live 2009 -I'm Ready-"  | 12月8日          | 全1公演         | 渋谷CHELSEA HOTEL                                                          |
| 2010年 | 単発ライブ   | 7th Live "Tama/One Night Special Live 2010 -EVOLUTION-"  | 12月18日         | 全1公演         | 渋谷CHELSEA HOTEL                                                          |
| 2021年 | 配信ライブ   | 配信ライブ "白玉雅己/HEALING & FUN LIVE"                 | 3月10日          | 全1公演         | 下北沢440                                                                  |

## 出演

### ラジオ
- BACK TO WILD（2007年4月8日 - 2008年9月27日、FM FUJI）
- 白玉雅己 HEALING & FUN BASS（2021年3月14日、FM愛媛）

### 雑誌連載
- PATi PATi - 2008年3月号から5月号まで短期集中連載Tama Notesが掲載された。

## ライブでのサポートメンバー
- 菊地英二（THE YELLOW MONKEYのドラムス、通称ANNIE）
- 塚本史朗（スタジオ・ミュージシャン、2nd Live以降のギターを担当している）
- YOKAN（スタジオ・ミュージシャン、1st Liveでサックスを演奏）
- 大渡亮（Do As Infinityのギタリスト、1st Liveでギターを担当）
- nang-chang（ポルノグラフィティ時代からのサポートメンバーで旧知の仲）
- 須藤豪（現MISIAのサポートメンバー）

など